# Money Play$
Money Play$ es un telefilme estadounidense de acción, drama y suspenso de 1998, dirigido por Frank D. Gilroy, que a su vez la escribió, musicalizado por Phil Marshall, en la fotografía estuvo Ric Waite y los protagonistas son Roy Scheider, Sônia Braga y Jon Polito, entre otros. Este largometraje fue producido por Money Plays Company Inc. y Showtime Networks; se estrenó el 21 de agosto de 1998.

## Sinopsis
La historia de amor de un empleado de un casino de Las Vegas con una bella prostituta se torna peligrosa, ya que él deja que ella lo haga parte de una estafa de apuestas.